# 왈리 점프
왈리 점프는 피겨 스케이팅에서 스케이트 선수가 가장자리 내부의 역방향에서 점프한후 공중에서 한 바퀴를 만들고, 다음과 같은 다리의 뒤로 바깥쪽 가장자리에 착지하는 전체 회전 점프이다.
시계 반대 방향으로 점프하는 경우, 도약과 착지는 오른쪽 발에 있다. 공중 위치와 왈리의 착지는 다른 피겨 스케이팅 점프와 유사하다.
왈리 점프는 엣지 풀과 관련이 있다. 엣지 풀은 한 발로 스케이트를 타는 동안 가장자리를 변경하여 힘을 얻는 기술이다. 예를 들어, 엣지 풀은 왈리 점프에 대한 일반적인 입력이며 스케이트 선수는 점프 사이에서 외부에서 내부로 엣지 풀을 실시하여 일종의 왈리를 실시할 수 있다. 스케이트 선수는 왈리를 자신의 프로그램에서 연결 요소로서 실시하거나 양방향 왈리를 "일반적인" 회전 방향으로 러츠 점프의 입구로서 사용한다.
왈리는 거의 항상 하나의 점프로 볼 수 있다. 더블 왈리는 대회에서 실시한적이 있지만, 매우 드물다. 국제 빙상 연맹의 새 시스템 판정에서 왈리는 점프 요소가 아닌 과도기적인 움직임으로만 계산된다.
왈리 점프는 이 점프를 발명한 미국의 스케이트 선수 네이트 왈리의 이름을 따서 명명되었다. 어떤 사람은 이 점프가 스코틀랜드의 팟 라우가 발명했다고 믿는다.

## 같이 보기
- 피겨 스케이팅 점프

## 참조
- John Misha Petkevich, 피겨 스케이팅: 선수권 대회 기술. ISBN 0-452-26209-7.